# サムゴー・ギャットモンテープ
サムゴー・ギャットモンテープ（Samkor Keatmontep、1975年4月2日 - ）は、タイ出身の男性ムエタイ選手。愛称はバットマン。

## 来歴
2002年9月6日、全日本キックボクシング連盟「GOLDEN TRIGGER」で日本に初登場し、小林聡と対戦。小林の右腕に左ミドルキックを連続して叩き込んだ上で3度のダウンを奪い、勝利を収めた。
2003年2月7日、全日本キックボクシング連盟「RED ZONE」で金沢久幸と対戦。3R49秒、左肘打ちでKO勝ち。試合後、金沢は「あれは化け物。鉄パイプみたいな蹴りだった。」とコメントした。
2003年7月5日のK-1 WORLD MAXでのマルシオ・カノレッティとの対戦が発表されていたが、ジム移籍などの問題で、直前になって出場がキャンセルされた。
2003年7月20日、全日本キックボクシング連盟「KICK OUT」でエンバイエ・アブドゥライエと対戦。左ミドルキックで3RKO勝ち。全日本キックにおけるメインイベントでの外国人対決は、これが初となった。
2003年10月、「強すぎて対戦相手が見つからない」という理由で、対戦相手が公募された。
2004年1月4日、全日本キックボクシング連盟「Wilderness」で加藤督朗と対戦し、判定勝ち。
2004年6月18日、全日本キックボクシング連盟「全日本ライト級最強決定トーナメント 決勝戦」に大月晴明の代役として参戦。減量に苦しみながらも準決勝でサトルヴァシコバに判定勝ちしたものの、決勝では白鳥忍に判定負け。
2007年9月29日、全日本キックボクシング連盟「Road to 70's」のメインイベントでレイ・スターリンと対戦し、左ハイキックでKO勝ち。前日計量時に体重をリミットの70kgまで落とせず、1R減点1、通常より2オンス重い10オンスグローブの着用、のペナルティが課された。
2007年11月18日、全日本キックボクシング連盟で開催された70'sトーナメントの1回戦で山内裕太郎と対戦予定であったが、練習中に肋骨を負傷し欠場となった。

## 戦績
| 勝敗 | 対戦相手                   | 試合結果                                    | 大会名                                                                                       | 開催年月日     |
| ×    | 山内裕太郎                 | 5R終了 判定0-2                              | 全日本キックボクシング連盟「Reverse×Rebirth」                                                | 2008年7月26日  |
| ○    | 山本優弥                   | 5R終了 判定2-1                              | 全日本キックボクシング連盟「野良犬電撃作戦」                                                 | 2008年6月22日  |
| ○    | レイ・スターリン           | 2R 2:08 KO（左ハイキック）                  | 全日本キックボクシング連盟「Road to 70's」                                                   | 2007年9月29日  |
| ○    | 正木和也                   | 5R終了 判定2-1                              | 新日本キックボクシング協会 「小野寺力引退記念大会 NO KICK, NO LIFE 〜FINAL〜」               | 2005年10月29日 |
| ×    | 白鳥忍                     | 3R+再延長R終了 判定0-3                      | 全日本キックボクシング連盟 「全日本ライト級最強決定トーナメント2004 FINAL STAGE」 【決勝】   | 2004年6月18日  |
| ○    | サトルヴァシコバ           | 3R終了 判定3-0                              | 全日本キックボクシング連盟 「全日本ライト級最強決定トーナメント2004 FINAL STAGE」 【準決勝】 | 2004年6月18日  |
| ○    | 加藤督朗                   | 5R終了 判定2-1                              | 全日本キックボクシング連盟「Wilderness」                                                     | 2004年1月4日   |
| ○    | エンバイエ・アブドゥライエ | 3R 1:24 KO（左ミドルキック）                | 全日本キックボクシング連盟「KICK OUT」                                                       | 2003年7月20日  |
| ○    | 金沢久幸                   | 3R 0:49 KO（左肘打ち）                      | 全日本キックボクシング連盟「RED ZONE」                                                       | 2003年2月7日   |
| ○    | 小林聡                     | 3R 2:10 KO（3ノックダウン：左ミドルキック） | 全日本キックボクシング連盟「GOLDEN TRIGGER」                                                 | 2002年9月6日   |

## 獲得タイトル
- ルンピニー・スタジアムジュニアフェザー級王座
- ルンピニー・スタジアムジュニアライト級王座
- ルンピニー・スタジアムライト級王座